# Енергетика Естонії
Енерге́тика Есто́нії охоплює виробництво, споживання, імпорт енергії та електроенергії в Естонії. 

## Огляд
| Енергетика в Естонії                                                                                            | Енергетика в Естонії | Енергетика в Естонії | Енергетика в Естонії | Енергетика в Естонії | Енергетика в Естонії | Енергетика в Естонії |
| | Capita               | Prim. energy         | Production           | Import               | Electricity          | CO2-emission         |
| | Million              | TWh                  | TWh                  | TWh                  | TWh                  | Mt                   |
| --- | -------------------- | -------------------- | -------------------- | -------------------- | -------------------- | -------------------- |
| 2004 | 1.35                 | 60.1                 | 41.3                 | 19.5                 | 7.4                  | 16.6                 |
| 2007 | 1.34                 | 65.5                 | 51.2                 | 17.9                 | 8.4                  | 18.1                 |
| 2008 | 1.34                 | 62.8                 | 49.1                 | 17.1                 | 8.5                  | 17.6                 |
| 2009 | 1.34                 | 55.2                 | 48.4                 | 14.0                 | 8.0                  | 14.7                 |
| 2012 | 1.34                 | 65,1                 | 58,6                 | 9,1                  | 8.4                  | 19.3                 |
| 2012R | 1.34                 | 64.2                 | 59.2                 | 13.5                 | 8.9                  | 16.4                 |
| 2013 | 1.32                 | 70.8                 | 65.7                 | 10.5                 | 8.8                  | 18.9                 |
| Зміни 2004-09                                                                                                   | -0.7 %               | -8.1 %               | 17.2 %               | -28.6 %              | 7.8 %                | -11.6 %              |
| Mtoe = 11.63 TWh . Prim. energy includes energy losses 2012R = CO2 Критерії розрахунку змінилися, дані оновлені |                      |                      |                      |                      |                      |                      |

## Дорожній рух
У 2011 році Естонія вперше вирішила обміняти квоти на викиди вуглекислого газу на електромобілі. Відповідно до Кіотського протоколу до Рамкової конвенції ООН про зміни клімату, кожна країна має певний обсяг дозволених викидів парникових газів. Невикористані залишки держави мають право продавати в межах механізму торгівлі квотами. Естонія скористалася такою можливістю: країна продала квоти на 10 млн т викидів вуглекислого газу компанії Mitsubishi в обмін на більш ніж 500 електромобілів. Гроші від продажу квот пішли на створення допоміжної кредитної системи для людей, які хочуть придбати електромобіль, а також будівництво 250 зарядних станцій. Перші електричні авто в Естонії почали використовувати соціальні працівники та представники міністерств. З лютого 2013 року країна має мережу з 165 «швидких зарядних пристроїв» для електромобілів з лютого 2013 року.

## Ядерна енергетика
У 2024 році Рійгікогу прийняв постанову про підтримку впровадження ядерної енергетики в країні, що відкриває шлях для створення необхідної законодавчої та нормативної бази. Країна активно вивчає атомну енергетику як потенційне рішення, зосереджуючись на малих модульних реакторах (SMR), які могли б добре відповідати енергетичним потребам та інфраструктурі Естонії.

## Відновлювана енергія
| Потужність енергії вітру ЄС та Естонії | Потужність енергії вітру ЄС та Естонії | Потужність енергії вітру ЄС та Естонії | Потужність енергії вітру ЄС та Естонії | Потужність енергії вітру ЄС та Естонії | Потужність енергії вітру ЄС та Естонії | Потужність енергії вітру ЄС та Естонії | Потужність енергії вітру ЄС та Естонії | Потужність енергії вітру ЄС та Естонії | Потужність енергії вітру ЄС та Естонії | Потужність енергії вітру ЄС та Естонії | Потужність енергії вітру ЄС та Естонії | Потужність енергії вітру ЄС та Естонії | Потужність енергії вітру ЄС та Естонії | Потужність енергії вітру ЄС та Естонії | Потужність енергії вітру ЄС та Естонії | Потужність енергії вітру ЄС та Естонії |
| №                                      | Країна                                 | 2012                                   | 2011                                   | 2010                                   | 2009                                   | 2008                                   | 2007                                   | 2006                                   | 2005                                   | 2004                                   | 2003                                   | 2002                                   | 2001                                   | 2000                                   | 1999                                   | 1998                                   |
| -------------------------------------- | -------------------------------------- | -------------------------------------- | -------------------------------------- | -------------------------------------- | -------------------------------------- | -------------------------------------- | -------------------------------------- | -------------------------------------- | -------------------------------------- | -------------------------------------- | -------------------------------------- | -------------------------------------- | -------------------------------------- | -------------------------------------- | -------------------------------------- | -------------------------------------- |
| -                                      | EU-27                                  | 105,696                                | 93,957                                 | 84,074                                 | 74,767                                 | 64,712                                 | 56,517                                 | 48,069                                 | 40,511                                 | 34,383                                 | 28,599                                 | 23,159                                 | 17,315                                 | 12,887                                 | 9,678                                  | 6,453                                  |
| 19                                     | Естонія                                | 269                                    | 184                                    | 149                                    | 142                                    | 78                                     | 59                                     | 32                                     | 32                                     | 6                                      | 2                                      | 2                                      | 0                                      | 0                                      | 0                                      | 0                                      |

## Глобальне потепління
Близько 95 % електроенергії в Естонії виробляють Нарвські електростанції, що належать міжнародному енергетичному концерну «Eesti Energia». Вони використовують місцеве родовище горючих сланців, які становлять основу паливно-енергетичного господарства Естонії. Найбільші викиди вуглецю в Естонії, що призводять до глобального потепління, походять саме з горючих сланців.